# Династія Південна Лян
Дина́стія Південна Лян (спрощ.: 南凉; піньїнь: Nánliáng) — династія, що правила частиною північного Китаю у період шістнадцяти держав. Заснована вождями сяньбійського племені туфа у 397 році. Існувала нетривалий час. Була захоплена династією Західна Цінь у 414 році.

## Історія
Засновником держави став вождь сяньбійського племені туфа (одного з предків монголів) Угу (або туфа Угу). У 397 році він підняв повстання проти держави Пізня Лян, яка в цей час боролася із повстанням племені хунну. Туфа Угу прийняв титул вана (князя). Того ж року постала держава, що отримала назву Південна Лян. Новоутворена держава не відрізнялася внутрішньою стабільністю. У владі знаходилися виклично представники племені туфа. Втім у них виник конфлікт з іншими сяньбійськими племенами, що ще більше послабило держави Південна Лян. У 414 році її було захоплено династією Західна Цінь.